# Монте-Изола (остров)
Мо́нте-Изо́ла (ломб. Muntìzola) — гора-остров площадью 12,8 км², расположенный на озере Изео в Италии. На острове живёт 1768 человек. Монте-Изола популярен среди дельтапланеристов.